# Vice Versa
Vice Versa é um filme mudo de comédia britânico de 1916, dirigido por Maurice Elvey e estrelado por Charles Rock, Douglas Munro e Guy Newall. É uma adaptação do romance de 1882 Vice Versa de Thomas Anstey Guthrie. Um estudante magicamente troca de lugar com o pai pomposo.

## Elenco
- Charles Rock - Paul Bultitude
- Douglas Munro - Marmaduke Paradine
- Guy Newall - Dick Bultitude
- Edward O'Neill - Doutor Grimstone